# ستيفان لافلور
ستيفان لافلور (بالفرنسية: Stéphane Lafleur)‏ (و. 1976 – م) هو مخرج سينمائي، ومونتير، وكاتب غنائي، وكاتب سيناريو من فرنسا. ولد في كيبك.

## وصلات خارجية
- ستيفان لافلور على موقع IMDb (الإنجليزية)
- ستيفان لافلور على موقع ألو سيني (الفرنسية)
- ستيفان لافلور على موقع ميوزك برينز (الإنجليزية)
- ستيفان لافلور على موقع أول موفي (الإنجليزية)
- ستيفان لافلور على موقع أول ميوزيك (الإنجليزية)
- ستيفان لافلور على موقع ديسكوغز (الإنجليزية)
- ستيفان لافلور على موقع قاعدة بيانات الفيلم (الإنجليزية)
- ستيفان لافلور على موقع كينوبويسك (الروسية)